# Distretto di Aïn Berda
Il distretto di Aïn Berda è un distretto della provincia di Annaba, in Algeria.

## Comuni
Il distretto di Aïn El Berda comprende 3 comuni:
- Aïn Berda
- Cheurfa
- Eulma